# Charles Grey (5e comte Grey)
Pour les articles homonymes, voir Charles Grey et Grey.
Charles Robert Grey (15 décembre 1879 - 2 avril 1963) est un pair et militaire britannique.

## Biographie
Il est né à Londres en 1879 et est le fils d'Albert Grey, 4e comte Grey. Il fait ses études au Collège d'Eton, et obtient un BA du Trinity College, Cambridge en 1901 . À Cambridge, il est membre du University Pitt Club .
Il se présente comme candidat unioniste libéral pour Bradford Central.
Il sert dans l'armée britannique, rejoignant le Northumberland Imperial Yeomanry comme sous-lieutenant alors qu'il est encore à l'université. En janvier 1902, il est nommé sous-lieutenant dans les 1st Life Guards et en 1915 est officier d'état-major de 3e classe. Il obtient ensuite le grade de major . Après avoir servi pendant la Grande Guerre, il reçoit plus tard le colonel honoraire du Northumberland Volunteer Regiment et de Nortumberland Fusiliers.
Le 5e comte Grey est mort à Howick Hall, Howick, près d'Alnwick, Northumberland, en 1963 . Son cousin Richard Grey (6e comte Grey), lui succède en ses titres mais n'hérite pas de Howick Hall qui revient au petit-fils du 5e comte Grey.

## Famille
Il épouse, le 16 juin 1906, Lady Mabel Laura Georgiana Palmer, fille unique de William Palmer, 2e comte Selborne et de Lady Maud Gascoyne-Cecil. Ils ont deux filles :
- Mary Cecil Gray (5 mai 1907 - 21 mars 2002)[4] épouse Evelyn Baring, 1er baron Howick de Glendale (29 septembre 1903 - 10 mars 1973), dont descendance ;
- Elizabeth Katherine Gray (13 octobre 1908 - 25 février 1941) épouse le Ltn-Col. Ronald Dawnay (2 février 1908 - 10 juillet 1990), dont descendance.

## Distinctions

### Décorations
- British War Medal (26 juillet 1919)
- Victory Medal (1er septembre 1919)
- Médaille du jubilé d'or de Victoria (21 juin 1887)
- Médaille du jubilé de diamant de Victoria (20 juin 1897)
- Médaille du couronnement du roi Édouard VII (26 juin 1902)
- Médaille du couronnement du roi George V (30 juin 1911)
- Médaille du jubilé d'argent de George V (6 mai 1935)
- Médaille du couronnement du roi George VI (12 mai 1937)
- Médaille du couronnement d'Élisabeth II (2 juin 1953)